# Vaški zvonik, Dolič
Vaški zvonik stoji v kraju Dolič, severno od ceste Dolič - Martinje.

## O zvoniku
Visok, lesen vaški zvonik, ki je kvadratnega tlorisa stoji na slemenu razloženega naselja Dolič. Pokriva ga šotorasta streha z opečno kritino. Stavba je opažna, preprosta in ima na vseh štirih straneh nadstropja pokončne okenske odprtine z lesenimi polkni. 

## Postavitev
Vaščani so zvonik postavili po drugi svetovni vojni. Vanj so namestili stari zvon, ki so ga pripeljali z Dolenjske. Sam objekt je eden tipičnih primerov prekmurskih lesenih zvonikov in je uvrščen med etnološke spomenike in profano (posvetno) stavbno dediščino.
Zvonik stoji 

## sklici in opombe
1. ↑  »Opis enote nepremične kulturne dediščine, evidenčna številka 13022«. Geografski informacijski sistem kulturne dediščine. Ministrstvo za kulturo Republike Slovenije.